# Behind The Smile
Behind The Smile(비하인드 더 스마일)은 가수 윤종신의 10집 정규 앨범이며, 2001년 발매된 9집 정규 앨범 《그늘》 이후, 4년 만에 발매된 앨범이다. 이 앨범의 특징은 10집의 모든 곡의 가사를 자신이 모두 직접 썼다, 그리고 같은 015B 멤버였던 정석원의 4곡과 자신이 직접 발굴한 아티스트 하림의 1곡을 제외한 나머지 7곡은 자신이 직접 작곡했다. 음반 발매일은 2005년 4월 12일에 발매되었다. 타이틀 곡은 〈너에게 간다〉다.

## 수록곡
전체 작사: 윤종신
| #   | 제목                                            | 작곡           | 편곡         | 재생 시간 |
| --- | ----------------------------------------------- | -------------- | ------------ | --------- |
| 1.  | 휴일                                            | 윤종신, 이근호 | 박인영       |           |
| 2.  | 오늘의 날씨 (Feat. 클래지콰이)                  | 윤종신, 이근호 | 김성훈       |           |
| 3.  | No Schedule                                     | 정석원         | 이준호       |           |
| 4.  | You're So Beautiful                             | 윤종신, 이근호 | 황성제       |           |
| 5.  | 몬스터                                          | 윤종신, 이근호 | 나원주       |           |
| 6.  | 너의 여행                                       | 정석원         | 나원주       |           |
| 7.  | 너에게 간다                                     | 윤종신, 이근호 | 박인영       |           |
| 8.  | Lunch Menu                                      | 윤종신, 이근호 | 박민준       |           |
| 9.  | 나의 안부                                       | 정석원         | 이준호       |           |
| 10. | 소모 (消耗)                                     | 정석원         | 정석원       |           |
| 11. | 서른너머... 집으로 가는 길                      | 윤종신, 이근호 | 나원주       |           |
| 12. | Love Boat                                       | 하림           | 하림, 나원주 |           |
| 13. | You Are So Beautiful (하림's Harmonica Version) | 윤종신, 이근호 | 하림         |           |